# Abel Lobatón
Abel Augusto Lobatón Espejo (* 23. November 1977 in Lima) ist ein ehemaliger peruanischer Fußballspieler.

## Karriere
Seine Karriere begann er 1997 beim peruanischen Verein Sport Boys, wo er später noch einmal in den Jahren 1999, 2000 und 2006 unter Vertrag stand. Seine nächste Station war 1998 der Verein Lawn Tennis FC. 2000 bekam er einen Vertrag beim brasilianischen Verein Athletico Paranaense. 2001 kehrte er wieder nach Peru zurück und lief dort für den peruanischen Verein Universitario auf den Platz. Ein Jahr später, 2002, bekam er einen 1-Jahres-Vertrag beim Verein Juan Aurich.
Seine weiteren Stationen waren 2004 der Verein CD Universidad. In der Wintersaison 2004/2005 stand er für den portugiesischen Verein Marítimo Funchal unter Vertrag und 2005 wurde er dann für die Sommersaison beim ecuadorianischer Verein SD Aucas verpflichtet. 2006 wurde er vom peruanischen Verein FBC Melgar unter Vertrag genommen. In den Jahren 2008 und 2009 lief er für die Vereine UTC Cajamarca und Ayacucho FC auf dem Platz.
Nach 166 Ligaspielen und 39 geschossenen Toren beendete er seine Karriere. In der Nationalelf absolvierte er 12 Spiele, wobei er ein Tor schoss.

## Trivia
- 2014 war er in einem Betrugsfall involviert, in dem er, zusammen mit seinen Geschwistern, einen Veranstalter um 18.000 Dollar betrogen haben soll.[2]